# Luppitt
Luppitt – wieś w Anglii, w hrabstwie Devon, w dystrykcie East Devon. Leży 29 km na północny wschód od miasta Exeter i 226 km na zachód od Londynu. W 2001 miejscowość liczyła 444 mieszkańców.